# 樊鎮
樊鎮（？年—？年），河南考城縣（今兰考县）人。明朝政治人物。
洪武二十四年（1391年），樊鎮考三甲第十三名进士。建文元年（1399年）接替郑斗杓任嘉定县知县一职，1402年由练达接任。曾任监察御史，整训风化，爲官有声。累官山西右布政使。